# Луїза Хей
Луї́за Гей (Хей) (англ. Louise Hay; 8 жовтня 1926, Лос-Анджелес — 30 серпня 2017, Сан-Дієго) — американська письменниця, авторка мотиваційних книг, засновниця видавничої компанії «Hay House». Видала серію книг про новий тип мислення під об'єднавчою тематикою «допоможи собі сам». Найвідоміша книга авторки — «Зціли своє життя» (1984).

## Життєпис
Луїза Хей детально розповіла про власне життя в інтерв'ю Марку Оппенхеймеру з «Нью-Йорк таймс» у травні 2008 року. Луїза народилася у Лос-Анджелесі у неблагополучній родині. Вітчим був дуже жорстокою людиною. У п'ятирічному віці дівчинка зазнала наруги — її зґвалтував сусід. У 15 років Луїза залишила середню школу, не отримавши атестату. Згодом завагітніла і в 16 років відмовилася від новонародженої доньки. Згодом вона переїхала до Чикаґо, де працювала переважно служницею. У 1950 році переїхала до Нью-Йорка, змінила ім'я та розпочала кар'єру моделі. Успіх не забарився. Вона працювала з Біллом Блассом, Олегом Кассіні та Pauline Trigère. 1954 року Луїза вийшла заміж за англійського бізнесмена Ендрю Хея. Після 14 років сімейного життя Ендрю залишив Луїзу заради іншої жінки.
Перебуваючи в депресії після розлучення, майбутня письменниця знайшла First Church of Religious Science на 48 Street, де їй відкрились дивовижні речі про силу думки. Тоді Луїза почала вивчати метафізичні праці Флоренс Шинн (англ. Florence Scovel Shinn), котра переконувала, що позитивне мислення може змінювати навіть матеріальний стан людини. А також засновника цієї Церкви Ернеста Холмса (англ. Ernest Holmes), котрий запевняв, що думки можуть зцілювати тіло.
На початку 1970-х років Луїза Хей стала практиком. Вона почала допомагати людям долати хвороби, застосовуючи афірмації [Архівовано 24 квітня 2021 у Wayback Machine.]. Згодом вона стала лідером у проведенні подібних семінарів. Наступним кроком у її освіті стало вивчення трансцендентальної медитації у Махаріши Махеш Йоги (англ. Maharishi Mahesh Yogi) в його університеті (Fairfield, Iowa).
У 1977—1978 роках Луїза Хей дізналась, що хвора на рак. Причину своєї хвороби знайшла у неприйнятті та відразі до свого дитинства, а також у неприємних, болючих спогадах про зґвалтування. Вона відмовилась від традиційного лікування та розпочала новий шлях, що полягав у прощенні, правильному харчуванні, розслабленні та очищенні. Так Луїза подолала хворобу. Зі слів письменниці, цього факту не засвідчили лікарі, але це чиста правда.
У 1976 році Луїза Хей написала маленьку брошуру «Зціли своє тіло». Вона містила перелік різних захворювань та метафізичні причини їх виникнення. Цю брошуру авторка суттєво розширила і доповнила в книзі «Зціли своє життя», опублікованій у 1984 році. У лютому 2008 року ця книжка усе ще залишалась у переліку бестселерів за версією «Нью-Йорк таймс».
Приблизно в той самий період Луїза Хей організувала групи підтримки хворих на СНІД, які назвала «Hay Rides» (можливий переклад: Хей виживає або Хей долає). Спочатку до її помешкання приходили невеличкі групи слухачів, та незабаром ці зустрічі відвідували вже сотні людей, які збирались у великій залі в Західному Голлівуді. Її робота з хворими на СНІД отримала громадське визнання, і в березні 1988 року Луїзу запросили взяти участь у двох телешоу — «The Oprah Winfrey Show» і «Donahue». Книга «Зціли своє життя» одразу посіла почесне місце у списку бестселерів «Нью-Йорк таймс». Видання мало понад 35-мільйонний тираж понад 30 мовами світу. Книга «Зціли своє життя» також внесена до списку 50 найкращих книжок про самодопомогу та визнана основним символом у цій сфері самопізнання. Луїза Хей заснувала видавництво «Hay House Publishing», котре стало основним видавництвом книг та аудіо-книг Дипак Чопра і Дорін Вірче, а також багатьох книжок Уайєна Дайєра. Окрім видавничого дому, 1985 року Луїза Хей заснувала благодійну організацію «Hay Foundation».
У 2008 році вийшов фільм про життя Луїзи Хей, який мав таку ж назву, як і книжка — «Зціли своє життя». Луїза прокоментувала стрічку так: «Цей фільм — історія мого життя, мого вчення, і того, як основні принципи цього вчення прийшли в моє життя». У фільмі також брали участь Грег Бреден, Уайєн Дайєр, Хей Хендрікс, Естер і Джеррі Хікс, Дорін Вірче. Режисер фільму — Майкл Гуржіан, володар премії Еммі.

## Основна ідея
За словами P. Randall-а Cohan-а, «вічна ідея» книги «Зціли своє життя» Луїзи Хей полягає в тому, що ніхто інший, окрім нас самих, не відповідає за наші власні життя, успіх та здоров'я.

## Книжки
- «Зціли своє життя»
- «Зціли себе сам»
- «Сила всередині нас»
- «Цілющі сили всередині нас»
- «Секрет успіху: Як досягти фінансового достатку»